# アフマド・ヤサヴィー
ホージャ・アフマド・ヤサヴィー (ラテン文字:Khoja Ahmad Yasavi、ウズベク語: Xoja Ahmad Yassaviy、カザフ語: Қожа Ахмед Яссауи コージャ・アフメド・ヤサウィー、Ahmad Yasawi、Ahmet Yasevi、Ahmed Yesevi、Ata Yeseviとも表記、1103年,サイラム-1166年,テュルキスタン) はテュルク語詩人であり、スーフィズム (神秘主義派のイスラム教)のホージャである。早期のスーフィズムにおけるスーフィーとしてテュルク語世界を通し、スーフィズムの発展に大きな影響を与えた。ヤサヴィーは現在ではテュルク語方言を用いた詩を多数創作した詩人として知られている。アフマド・ヤサヴィーはスーフィズムの発展に貢献した先駆者であり、初めてテュルク語によるタリーカ (スーフィズム教団)を創設した。このタリーカはヤサヴィーヤ（Yasaviyya）と呼ばれ、瞬く間にテュルク語話者の間に広まった。

## 幼少期
ヤサヴィーはシャイフ・イブラーヒームの下に生まれた。7歳の時、ヤサヴィーは父を亡くして孤児となり、彼の精神面における親であるArslan Babaに拾われる事となった。7歳までに、ヤサヴィーは既にArslan Babaの指導の下で高度な精神修養を積んでおり、若き日のアフマドは周囲から高い評価を得るようになっていた。彼の父であるシャイフ・イブラーヒームは地域で傑出した業績を挙げており、多くの有名イスラム法学者が彼に父のなした偉業を伝えた。結果として、常に彼の姉のいうことを聞いていた物静かで謙虚な少年は自身の血筋に誇りを持つようになり、精神的に重要な部分を占めることとなった。

## 影響
アフマド・ヤサヴィーは後にブハラへと移住し、ブハラの高名な学者であったユースフ・ハマダーニー (?-1140) の下で修養を積むことになった。ヤサヴィーは中央アジアにイスラム教を広めるため精力的な布教活動を行い、ブハラ地域において数多くの弟子を抱えることとなった。ヤサヴィーの詩は中央アジアのテュルク語文学において宗教民俗詩という新しいジャンルをもたらし、地域における多くの宗教詩歌に影響を与えた。ヤサヴィーはカザフステップにおける学問の中心地となるヤシ (後のテュルキスタン) という都市の建設に費やした後、63歳で瞑想生活に終止符を打った。テュルク語学者のハサン・バスリ・チャンタイ (Hasan Basri Çantay) は以下のように記している。「偉大なるスーフィズムの詩人ジャラール・ウッディーン・ルーミーをコンヤへと連れてきたのはセルジューク朝の王であった。そして、同じセルジューク朝時代、双璧と称されるアフマド・ヤサヴィーが生活し布教活動を行った。彼らのような偉大な師の教えは現代にも影響を及ぼしている」。また、ヤサヴィーはエドワード・キャンベルによりスーフィズムのホージャとして言及されている。

## 遺産
ホージャ・アフマド・ヤサヴィー廟 はヤサウィーの霊廟であり、ティムールにより現在のテュルキスタンに建設された。彼が創設したヤサヴィーヤ・タリーカは19世紀にブハラで影響力を持つことになるヤサウィー・サイード・アタ・シャイフとともにその後何世紀にも渡って影響を及ぼし続けた。ヤサヴィーヤにおいては、他のスーフィーに比べ高いシャーマニズム的な要素を要求される。
初のカザフ語・テュルク語の大学であるアフメド・ヤサウィー大学と中等教育機関であるHoca Ahmed Yesevi Lisesiは彼の名前より名付けられている。
ナクシュバンディー教団のスーフィーであったイドリース・シャーは自身の著書「The Book of the Book」においてアフマド・ヤサヴィーの血筋に関して言及している。ヤサヴィーにより創始されたスーフィズムの一派ヤサヴィーヤは現在もカシミール地方で見られる。ヤサヴィーヤはHazrat Amir-e-Kabir Mir Syed Ali Hamdaniとともにシルクロードを通ってカシミールへ伝わった。この歴史的な背景はカシミールにおけるヤサヴィー一派で最も年長であったPeerzada Mohammad Shafi Yasaviによりウルドゥー語で書かれた「SILSLAY YASAVI」に見ることができる。